# ジチエタン

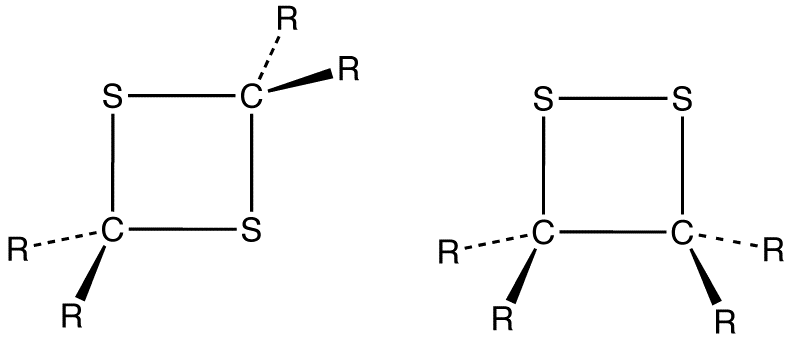
1,2-ジチエタンと1,3-ジチエタンの構造

ジチエタン(Dithietane)は、2つの二価硫黄原子と2つの[[SP3混成|混成軌道]]炭素中心を含む飽和複素環式化合物である。2つの異性体が存在しうる。

## 1,2-ジチエタン

ジチアトパジンの構造

2つの硫黄原子が隣接する四員環である1,2-ジチエタンは、非常に珍しい。最初に報告された安定な1,2-ジチエタンは、ジチオカルボニル化合物の分子内光二量化により形成されるジチアトパジンである。1,2-ジチエタンは、2つの隣接硫黄原子と2つのSP2混成炭素中心を含む1,2-ジチエトとは区別される。

タマネギの催涙成分の二量体 trans-3,4-ジエチル-1,2-ジチエタン 1,1-ジオキシドの構造

安定な1,2-ジチエタン誘導体であるtrans-3,4-ジエチル-1,2-ジチエタン 1,1-ジオキシドは、催涙剤syn-プロパンチアール-S-オキシドの自発的二量化により生成し、タマネギに含まれる。

## 1,3-ジチエタン
1,3-ジチエタンは、硫黄原子が隣接しない。これ自体は無色で容易に昇華し、結晶性で、不快な匂いを持つ融点105-106℃の固体であり、1976年に下図に示すように、ビス(クロロメチル)スルホキシドと硫化ナトリウムを反応させ、その後、生成した1,3-ジチエタン 1-オキシドをテトラヒドロフラン-ボランで還元することで、初めて合成された。炭素置換1,3-ジチエタンが良く知られており、1872年に初めて記述された。例として、チオホスゲンから光二量化により形成される2,2,4,4-テトラクロロ-1,3-ジチエタンやテトラキス(トリフルオロメチル)-1,3-ジチエタン([(CF3)2CS]2)がある。
1,3-ジチエタンの酸化型はよく知られているが、ジチエタンからはあまり作られない。例として、タマネギの揮発物質である、いわゆるzwiebelaneと呼ばれる2,3-ジメチル-5,6-ジチアビシクロ[2.1.1]ヘキサン S-オキシドや、いわゆるスルフェン二量体と呼ばれる1,3-ジチエタン 1,1,3,3-テトラオキシドがある。

左：チオホスゲン二量体、2,2,4,4-テトラクロロ-1,3-ジチエタン、中央：zwiebelane、右：スルフェン二量体